# Impianti sportivi dell'Abruzzo
Questa lista di impianti sportivi dell'Abruzzo elenca palazzetti dello sport e stadi dell'Abruzzo.
Mappa di tutte le coordinate: OpenStreetMap  · Bing (max 200) - Esporta: KML  · GeoRSS  · microformat  · RDF

## arena
| immagine | Voce                        | descrizione                               | unità amministrativa in cui è situato | coordinate geografiche  | istanza di |
| -------- | --------------------------- | ----------------------------------------- | ------------------------------------- | ----------------------- | ---------- |
|          | PalaTricalle                | arena coperta di Chieti                   | Chieti                                | 42.359333°N 14.162875°E | arena      |
|          | PalaElettra                 | impianto sportivo di Pescara              | Pescara                               | 42.45354°N 14.22757°E   | arena      |
|          | PalaRigopiano               | impianto sportivo di Pescara              | Pescara                               | 42.465576°N 14.2001°E   | arena      |
|          | palasport Giovanni Paolo II | impianto sportivo di Pescara              | Pescara                               | 42.441574°N 14.208236°E | arena      |
|          | PalaMaggetti                | impianto sportivo di Roseto degli Abruzzi | Roseto degli Abruzzi                  | 42.66378°N 14.021788°E  | arena      |
|          | PalaScapriano               | impianto sportivo di Teramo               | Scapriano                             | 42.669683°N 13.687261°E | arena      |
|          | Palazzetto dello Sport      | impianto sportivo di Sulmona              | Sulmona                               | 42.055212°N 13.931967°E | arena      |
|          | Pala San Nicolò             | impianto sportivo di Teramo               | Teramo                                | 42.697427°N 13.789099°E | arena      |
|          | PalaBCC                     | impianto sportivo di Vasto                | Vasto                                 | 42.116515°N 14.701953°E | arena      |

## piscina
| immagine | Voce              | descrizione                  | unità amministrativa in cui è situato | coordinate geografiche | istanza di |
| -------- | ----------------- | ---------------------------- | ------------------------------------- | ---------------------- | ---------- |
|          | piscine Le Naiadi | impianto sportivo di Pescara | Pescara                               | 42.491801°N 14.18432°E | piscina    |

## stadio
| immagine | Voce                                      | descrizione                     | unità amministrativa in cui è situato | coordinate geografiche  | istanza di |
| -------- | ----------------------------------------- | ------------------------------- | ------------------------------------- | ----------------------- | ---------- |
|          | Stadio Adriatico-Giovanni Cornacchia      | impianto sportivo di Pescara    | Pescara                               | {{}}                    | stadio     |
|          | Stadio Rubens Fadini                      | impianto sportivo di Giulianova | Giulianova                            | {{}}                    | stadio     |
|          | stadio dei Pini                           | impianto sportivo di Avezzano   | Avezzano                              | 42.049389°N 13.417306°E | stadio     |
|          | Stadio Guido Biondi                       | impianto sportivo a Lanciano    | Lanciano                              | {{}}                    | stadio     |
|          | stadio della Civitella                    | impianto sportivo a Chieti      | Chieti                                | 42.345007°N 14.162547°E | stadio     |
|          | stadio Gran Sasso d'Italia-Italo Acconcia | impianto sportivo dell'Aquila   | L’Aquila                              | 42.3511°N 13.4103°E     | stadio     |
|          | stadio Isaia Di Cesare                    | impianto sportivo dell'Aquila   | L’Aquila                              | 42.358583°N 13.3855°E   | stadio     |
|          | stadio di atletica di Sulmona             | impianto sportivo a Sulmona     | Sulmona                               | 42.031111°N 13.939222°E | stadio     |
|          | Stadio Gaetano Bonolis                    | impianto sportivo a Teramo      | Teramo                                | {{}}                    | stadio     |

## stadio di calcio
| immagine | Voce                                 | descrizione                           | unità amministrativa in cui è situato | coordinate geografiche  | istanza di       |
| -------- | ------------------------------------ | ------------------------------------- | ------------------------------------- | ----------------------- | ---------------- |
|          | stadio dei Marsi                     | impianto sportivo di Avezzano         | Avezzano                              | 42.0258°N 13.4233°E     | stadio di calcio |
|          | stadio Teofilo Patini                | impianto sportivo di Castel di Sangro | Castel di Sangro                      | 41.7795°N 14.1027°E     | stadio di calcio |
|          | stadio Fabio Piccone                 | impianto sportivo di Celano           | Celano                                | 42.075389°N 13.53675°E  | stadio di calcio |
|          | stadio Guido Angelini                | impianto sportivo di Chieti           | Chieti                                | 42.343611°N 14.136389°E | stadio di calcio |
|          | stadio Rubens Fadini                 | impianto sportivo di Giulianova       | Giulianova                            | 42.749167°N 13.954722°E | stadio di calcio |
|          | stadio Guido Biondi                  | stadio italiano                       | Lanciano                              | 42.219722°N 14.382222°E | stadio di calcio |
|          | stadio Tommaso Fattori               | impianto sportivo dell'Aquila         | L’Aquila                              | 42.356389°N 13.403889°E | stadio di calcio |
|          | stadio Adriatico-Giovanni Cornacchia | impianto sportivo di Pescara          | Pescara                               | 42.455278°N 14.229444°E | stadio di calcio |
|          | stadio Francesco Pallozzi            | impianto sportivo di Sulmona          | Sulmona                               | 42.05413°N 13.92157°E   | stadio di calcio |
|          | stadio Gaetano Bonolis               | impianto sportivo di Teramo           | Teramo                                | 42.682528°N 13.762583°E | stadio di calcio |
|          | stadio comunale di Teramo            | impianto sportivo di Teramo           | Teramo                                | 42.65617°N 13.70169°E   | stadio di calcio |
|          | stadio Aragona                       | impianto sportivo di Vasto            | Vasto                                 | 42.107778°N 14.705556°E | stadio di calcio |

## stadio di tennis
| immagine | Voce                   | descrizione                  | unità amministrativa in cui è situato | coordinate geografiche | istanza di       |
| -------- | ---------------------- | ---------------------------- | ------------------------------------- | ---------------------- | ---------------- |
|          | circolo Tennis Pescara | impianto sportivo di Pescara | Pescara                               | 42.45387°N 14.22659°E  | stadio di tennis |

## stazione sciistica
| immagine | Voce                     | descrizione                      | unità amministrativa in cui è situato | coordinate geografiche  | istanza di         |
| -------- | ------------------------ | -------------------------------- | ------------------------------------- | ----------------------- | ------------------ |
|          | Passolanciano-Maielletta | comprensorio sciistico abruzzese | Pretoro Pennapiedimonte               | 42.179312°N 14.10633°E  | stazione sciistica |
|          | Alto Sangro              | Comprensorio sciistico abruzzese | provincia dell'Aquila                 | 41.830321°N 14.023167°E | stazione sciistica |
|          | Tre Nevi                 | comprensorio sciistico abruzzese | provincia dell'Aquila                 | 42.144427°N 13.477904°E | stazione sciistica |
|          | Fossa Paganica           | comprensorio sciistico abruzzese | provincia dell'Aquila                 | 42.415556°N 13.586667°E | stazione sciistica |